# Leptotarsus (Macromastix) sessilis
Leptotarsus (Macromastix) sessilis is een tweevleugelige uit de familie langpootmuggen (Tipulidae). De soort komt voor in het Australaziatisch gebied.